# Joscelin de Lovaina
Joscelin de Lovaina, también conocido como Jocelin de Lovaina y Jocelyn de Leuven, apodado el Barbudo (Latín medieval: Barbatus de Louvain, c. 1121–1180) fue un noble del ducado de Brabante, conde de Brabante y de Lovaina quien se estableció en Inglaterra al casarse con una heredera inglesa. A través de su hijo, la Casa de Percy -a través de los condes y posteriormente duques de Northumberland- se convirtió en la familia más poderosa en Inglaterra del norte. Joscelin era el cuñado del rey Enrique I de Inglaterra, ya que su segunda esposa -Adela de Lovaina- era la hermanastra de Joscelin.

## Orígenes
Joscelin de Lovaina era hijo de Godofredo I, conde de Lovaina y de su esposa Ida de Chiny. Se casó con Agnes de Percy, una de las hijas y co-herederas de William II de Percy, tercer barón feudal de Topcliffe, Yorkshire. Tras su casamiento fue que adoptó el apellido Percy.

## Petworth
Joscelin recibió el señorío de Petworth, en Sussex, por parte de su hermana, Adela de Lovaina quien era viuda del rey Enrique I de Inglaterra. Sus descendientes fueron usuarios de la Casa Petworth por muchos siglos. 
Los condes de Northumberland intentaron que Petworth fuera su casa sureña. Sin embargo, a fines del siglo XVI, Isabel I de Inglaterra los confinó a Sussex ya que intuyó que los Percy eran aliados de su rival, María I de Escocia. Debido a esto, Petworth se convirtió en su casa permanente.

## Casamiento y descendencia
Joscelin de Lovaina se casó con Agnes de Percy, una de las dos hijas y co-herederas de William II de Percy, tercer barón feudal de Topcliffe, Yorkshire, y ambos se instalaron en Inglaterra. Él y sus descendientes, creados posteriormente condes de Northumberland, adoptaron el apellido Percy. Con su esposa, Joscelin de Lovaina tuvo al menos siete hijos:
- Henry de Percy (d. 1198), el hijo mayor, quien se casó con Isabel de Brus, hija de Adam de Brus. Le sobrevive su hijo, William III de Percy (1197-1245), quien heredó de su tío, Richard de Percy, una fracción de la baronía de Topcliffe[3] perteneciente a su abuela.
- Richard de Percy (d. 1244), un hijo más joven quien heredó de su madre una fracción de la baronía de Topcliffe. Él falleció sin descendencia y el heredero fue su sobrino, William III de Percy (1197-1245). Éste recuperó la baronía Percy de Topcliffe en forma completa, ya que heredó la otra fracción de su tía abuela Maud de Percy (d.1204), hermana de Agnes.
- Joscelin de Percy
- Radulf de Percy
- Eleanor de Percy
- Matilda de Percy
- Lucy de Percy